# Det sjunde skottet
Det sjunde skottet är en svensk dramafilm från 1998 i regi av Ulf Aldevinge. Filmen är hans långfilmsdebut som regissör och i rollerna ses bland andra Lena Nilsson, Örjan Ramberg och Tina Lenne.

## Om filmen
Inspelningen ägde rum i Skåne mellan juli och september 1997 efter ett manus av Thore Soneson och med Claes-Göran Lillieborg som producent. Filmen klipptes av Martin Jordan och premiärvisades den 27 november 1998 på flera biografer runt om i Sverige. Den gavs ut på video 1999.
Filmen sågades av de flesta kritiker.

## Handling
Rosalita har permission från fängelset och har kidnappat sonen Jens från fostermodern Sonja.

## Rollista
- Lena Nilsson – Rosalita
- Oscar Lagerström Carlsson – Jens
- Tina Lenne – Ebba
- Örjan Ramberg – Lejonet
- Harriet Andersson	– mamman
- Bo Jonsson – Reidar
- Folke Regen – våldtäktsmannen
- Pär Ericson – advokaten
- Stefan Bolmgren – statist
- Per Wandemar – statist
- Ingela Svensson – statist
- Michael Johansson – statist
- Bent Olsson – statist
- Krister Jönsson – statist
- Jerker Lawesson – statist
- Anette Johansson – statist
- Finn Karlsen – statist